# Dom Wczasowy „Grań” w Wiśle
Dom Wczasowy „Grań" w Wiśle – ośrodek wypoczynkowy  dla pracowników Huty Batory w Chorzowie, stworzony w Wiśle przy ul. Beskidzkiej 17. Zaprojektowany w stylu typowym dla okresu PRL, oferował udogodnienia rekreacyjne i był częścią sieci ośrodków tworzonych przez zakłady przemysłowe dla swoich pracowników. Obecnie funkcjonuje jako Hotel Pod Jedlami.

## Historia
Ośrodek został uruchomiony w 1970 roku. Pod koniec lat 90. obiekt przeszedł zmiany własnościowe związane z restrukturyzacją polskiego przemysłu górniczego. Zmiany te wpłynęły na jego status i funkcjonowanie. 
Budynek ma prostą, funkcjonalną formę, z prostokątnym planem i płaskim dachem. Parter obejmował recepcję, salę telewizyjną, dyrekcję, salę gier i bar z podwieszanym, przeszklonym sufitem. Na wyższych piętrach znajdowała się stołówka ozdobiona mozaiką z terakoty oraz pokoje gościnne o różnych standardach, wyposażone w sanitariaty i łazienki. 
Współczesne wykorzystanie budynku różni się od pierwotnych założeń (działa w nim hotel), niemniej pozostaje on świadkiem minionej epoki i przemian społecznych w Polsce. 

## Rzeźba Hutnika
Przy Domu Wczasowym „Grań" znajduje się rzeźba przedstawiająca Hutnika. Została wykonana z miedzianej blachy przez Hutę Batory i stanęła przed DW Grań w 1973 roku. Jej autorem jest Andrzej Szczepaniec. Postać Hutnika jest symbolem klasy robotniczej i hołdem dla ciężkiej pracy hutników i ich wkładu w rozwój przemysłu. Jest to również element podkreślający tożsamość miejsca i jego historyczne korzenie. Lokalizacja rzeźby miała być przypomnieniem o codziennej pracy w hucie, nawet w kontekście wypoczynku i relaksu. Dziś rzeźba "Hutnik" przy Domu Wczasowym Grań pełni rolę historycznego świadectwa, przypominając o przeszłości przemysłowej regionu i o roli Huty Batory w życiu społeczno-gospodarczym Polski. 